# البيان (مجلة لبنانية)
البيان هي مجلة أعمال عربية تصدر شهريًّا في بيروت، بلبنان. بدأ تداولها منذ عام 1970.

## التاريخ والملف الشخصي
صدرت مجلة البيان عن دار البيان للنشر في بيروت عام 1970. تصدر المجلة شهريًا وتظهر في الأسبوع الأول من كل شهر. تركز على الأخبار المالية والاقتصادية والاجتماعية الموجهة إلى المصرفيين والمؤسسات المالية وشركات التأمين وإعادة التأمين والوسطاء. وتُقدم استطلاعات سنوية حول قطاعات مختلفة، بما في ذلك التأمين، في لبنان.
تحتوي مجلة البيان على العديد من الملاحق وتصدر أعدادًا سنوية. تُوزع المجلة في كل الدول العربية تقريبًا بالإضافة إلى موطنها لبنان.
بلغ توزيع مجلة البيان في عام 2012 حوالي 88,100 نسخة. وقد أثبتت الدراسة التي أجرتها شركة إيبسوس – ستات أن المجلة في عام 2013 كانت لها أعلى حصة من إيرادات الإعلانات في السوق العربية لمجلات الأعمال والاقتصاد.

## طالع أيضًا
- قائمة المجلات في لبنان [الإنجليزية]

## روابط خارجية
- الموقع الرسمي
- الموقع الرسمي
(باللغة الإنجليزية)